# A Life Once Lost
A Life Once Lost (kortweg ALOL) was een Amerikaanse metalcore band, opgericht in 1999 in de buitenwijken van Philadelphia (Pennsylvania).

## Bezetting
Oprichters
- Robert Meadows (zang)
- Douglas Sabolick (gitaar)
- Vadim Taver (gitaar)
- Alin Ashraf (basgitaar)
- TJ de Blois (drums)

Huidige bezetting
- Robert Meadows (zang)
- Douglas Sabolick (gitaar)
- Robert Carpenter (gitaar)
- Nick Frasca (basgitaar)
- Justin Graves (drums)

## Geschiedenis
De band bracht hun debuutalbum Open Your Mouth For The Speechless ... In Case Of Those Appointed To Die uit in 2000. Kort daarna vertrok gitarist Vadim Traver, die werd vervangen door Robert Carpenter. Twee jaar later brachten ze hun tweede studioalbum The Fourth Plague: Flies uit. Kort daarna verliet drummer TJ de Blois de band, gevolgd door Alin Ashraf. Met de nieuwe drummer Justin Graves en de nieuwe bassist Nick Frasca braken ze in 2003 door met het album A Great Artist. Het volgende album Hunter volgde in 2005. In de tussentijd hebben ze in de Verenigde Staten getoerd met bands als Lamb of God, If Hope Dies, As I Lay Dying, The Red Chord, Fear Factory en Twelve Tribes. In januari 2007 brachten ze A Great Artist opnieuw uit, maar ze werkten al aan hun volgende album Iron Gag, dat in september van datzelfde jaar uitkwam. Kort daarna begeleidden ze de band The Dillinger Escape Plan. De band kondigde hun ontbinding aan op 12 juli 2013.

## Discografie
- 2000: Open Your Mouth For The Speechless...In Case Of Those Appointed To Die
- 2002: The Fourth Plague: Flies
- 2003: A Great Artist (heruitgebracht in 2007)
- 2005: Hunter
- 2007: Iron Gag
- 2012: Ecstatic Trance